# مير تقي مير
مير تقي مير  (باللغة الأردية: میر تقی میر) (وُلد عام 1723 - وتُوفي عام 1810 م)، اسمه الحقيقي محمد تقي (باللغة الأردية: محمد تقی) و(takhallus) (الاسم القلمي) هو مير (باللغة الأردية: میر) (وأحيانًا يُنطق (Meer Taqi Meer)، هو شاعر أردي من رواد القرن الثامن عشر، وأحد الرواد الذين أعطوا للغة الأردية شكلها. وقد كان أحد الشعراء الأساسيين لمدرسة دلهي لـالغزل (شعر) الأردوي، ويمكن القول أنه بقي الاسم الأول في عالم الشعر الأردوي وغالبًا ما يتم ذكره بوصفه (Khuda-e-sukhan) (إله الشعر).

## حياته
يعد المصدر الرئيسي للمعلومات عن حياة مير هو ترجمته الذاتية (Zikr-e-Mir)، التي تغطي فترة طفولته حتى بداية إقامته المؤقتة في لكناو. ومع ذلك، يُقال إن هذه الترجمة الذاتية تُخفي أكثر مما تكشف، حيث تُعتبر المادة غير مؤرَخة أو غير معروضة في تسلسل زمني. وبالتالي، تبقى العديد من «التفاصيل الحقيقية» من حياة مير محلاً للتكهنات.
وُلد مير في أغرا بالهند (سُميَت فيما بعد أكبراباد وحَكمها المغول) تقريبًا في أغسطس أو سبتمبر عام 1723 في عائلة ذات أصول عربية. قام والده بتشكيل فلسفة مير في الحياة بشكلٍ أساسي، وهو رجل متدين له قاعدة كبيرة من المُريدين، والذي بقي تأكيده على الحب وقيمة الرحمة مع مير طوال حياته وهي الفكرة التي صبغت شعره بتلك الصبغة. وتُوفي والده عندما كان مير في مرحلة المراهقة. غادر مير أغرا متجهًا إلى دلهي بعد مرور سنوات قليلة على وفاة والده، وذلك لكي يُنهي تعليمه ويبحث عن الرعاة الذين قدموا له الدعم المالي (قام بوصف رعاة مير المتعددين وعلاقاته معهم مترجمة سي. إم. نعيم).
ويعتَبَر بعض الدارسين أن هناك اثنتين من قصائد مير المثنوية (قصائد سردية طويلة مُقفاة في أبيات ثنائية)؛ (Mu'amlat-e-ishq) (مراحل الحب) و(Khwab o khyal-e Mir) («رؤية مير»)، مكتوبتين بصيغة المتكلم، وهما قصيدتان مستوحيتان من علاقة الحب المبكرة في حياة مير نفسه، ولكنه ليس واضحًا بأي حال من الأحوال إلى أي مدى تتعلق علاقة الحب هذه في حياة الشاعر والسقوط في الجنون بالترجمة الذاتية. وبصورةٍ خاصة، وكما أشار فرانس دبليو بريتشيت، فإن الصورة القاسية لمير من هذه المثنويات ينبغي أن يتم وضعها مقابل الصورة التي رسمها أنداليب شاداني الذي يقترح تحقيقه وجود شاعر مختلف تمامًا مشيرًا إلى وجود إثارة بلا حرج في مقطوعاته الشعرية
عاش مير جزءًا كبيرًا من حياته في دلهي تحت حكم المغول. وتعد كوتشا تشيلان في دلهي القديمة هي عنوانه في ذلك الوقت. وبعد نهب أحمد شاه أبدالي لدلهي عام 1748 م، انتقل مير إلى بلاط آصف الدولة في لكناو بدعوةٍ من الملك. وبسبب حزنه لمشاهدته عملية نهب مدينته دلهي، نفّس مير عن مشاعره بكتابة بعض المقطوعات.
هاجر مير إلى لكناو عام 1782 وظل هناك الفترة المتبقية من حياته. وعلى الرغم من أنه لاقى ترحيبًا جيدًا من آصف الدولة، إلا إنه وجد أن رجال حاشية لكناو كانوا يعتبرونه من الطراز القديم (كان مير بدوره يزدري شعر لكناو الجديد، نابذًا أعمال الشاعر جورات بوصفها مجرد'تقبيل وأحضان). أصبحت علاقات مير مع سَيِدُه متوترةً، وفي النهاية قطع علاقاته مع بلاط الملك. كان مير في السنوات الأخيرة من عمرهِ منعزلاً للغاية. تدهورت صحته، وسبَب موت ابنته، وابنه، وزوجته له حزنًا كبيرًا.
وتُوفي نتيجة لجرعة زائدة من الملين يوم الجمعة 21 سبتمبر عام 1810. تم إزالة العلامة الدالة على مكان دفنه في العصر الحديث عندما تم بناء سكك حديدية فوق قبره.

## حياته الأدبية
تتكون أعماله الكاملة، (Kulliaat)، من ستة دواوين تحتوي على ثلاثة عشر ألفًا و585 مقطعًا شعريًا تتضمن جميع أنواع الأشكال الشعرية: الغَزَل، والمثنوي، والقصيدة، والرباعي، والمستزاد، والهجاء، وما إلى ذلك. وترتكز السمعة الأدبية لمير على الغزل  في (Kulliyat-e-Mir) التي يدور الكثير منها حول موضوعات الحب. وتعد المثنوية (Mu'amlat-e-Ishq) (مراحل الحب) واحدة من أعظم قصائد الحب في الأدب الأردوي.
عاش مير في الوقت الذي كانت فيه اللغة والشعر الأردوي في مرحلة التكوين - وساعد الحِس الجمالي الغريزي لمير في إحداث توازن بين التعبير الأصلي والإثراء الجديد القادم من التصوير والعبارات الفارسية، لتشكيل لغة النخبة الجديدة المعروفة باسم لغة ريختا أو اللغة الهندوسية. وببناء لغته على اللغة الهندوستانية الأصلية، قام مير بمزجها مع القليل من الأسلوب والعبارات الفارسية، وخلق لغة شعرية تتميز لأول مرة بالبساطة، والطبيعية، والرقي، لتوجيه الأجيال من شعراء المستقبل.
وكان لوفاة أفراد عائلته، إلى جانب العوائق المبكرة (بما في ذلك المراحل الصادِمة في دلهي)، أثر في إضفاء العاطفة القوية إلى الكثير من كتابات مير - وهو مُميّز بالفعل بشعر الرثاء والحزن.
من المحتمل أن يكون مير ممارِسًا لـالملامية أو الجزء “المذموم” من التقاليد الصوفي. وباستخدام هذه التقنية، ينسب أي شخص لنفسه جزءًا غير تقليدي من أي شخص أو مجتمع، ثم يكمل نتائجها سواء في الأثر الأدبي أو الشعر.

## مير مقابل ميرزا غالب
يعد المعاصر الشهير لمير هو أيضًا شاعر أردوي يتمتع بسمعة لا يُستهان بها، وهو ميرزا رفيع سودا. وغالبًا ما تتم مقارنة مير تقي مير بالشاعر الأردوي اللاحق ميرزا غالب. وكثيرًا ما يجادل محبو الشعر الأردوي بتفوق مير على غالب أو العكس. ومن الملحوظ أن غالب نفسه قد اعترف، خلال بعض مقطوعاته الشعرية، بأن مير بالفعل عبقري يستحق الاحترام.

## مير في الأدب الروائي
رواية خوشوانت سينغ، الشهيرة "دلهي"، هي رواية تعطي معلومات مثيرة جدًا للاهتمام عن الحياة الخيالية للشاعر العظيم وعن مغامراته. وتعتبر مذكراته واعترافاته الخيالية ليست فقط مسلية للغاية لكنها أيضًا تقدم الكثير من الفهم العميق لعقله وقلبه، خاصةً تلك العلاقات المتعلقة بعلاقاته غير الشرعية مع نساء النخبة، وفي الأساس مع زوجة الأرستقراطي رياس خان الذي وظفه كمعلمٍ خاص لأطفاله.

## الأعمال الرئيسية
- "Nukat-us-Shura" معجم السيّر الذاتية للشعراء الأردويين في الوقت الذي عاش فيه، وهو مكتوب باللغة الفارسية
- "Faiz-e-Mir" مجموعة من خمس قصص عن الصوفيين والفقراء، ويُقال إنها مكتوبة لتعليم ابنه مير فايز علي.[10]
- "Zikr-e-Mir" ترجمة ذاتية مكتوبة باللغة الفارسية.
- "Kulliyat-e-Farsi" مجموعة من القصائد مكتوبة باللغة الفارسية
- "Kulliyat-e-Mir" مجموعة من الشعر الأردوي تتكون من ستة دواوين (مجلدات).

## وصلات خارجية
- مير تقي مير على موقع IMDb (الإنجليزية)
- مير تقي مير على موقع الموسوعة البريطانية (الإنجليزية)